# Italiens premiärminister

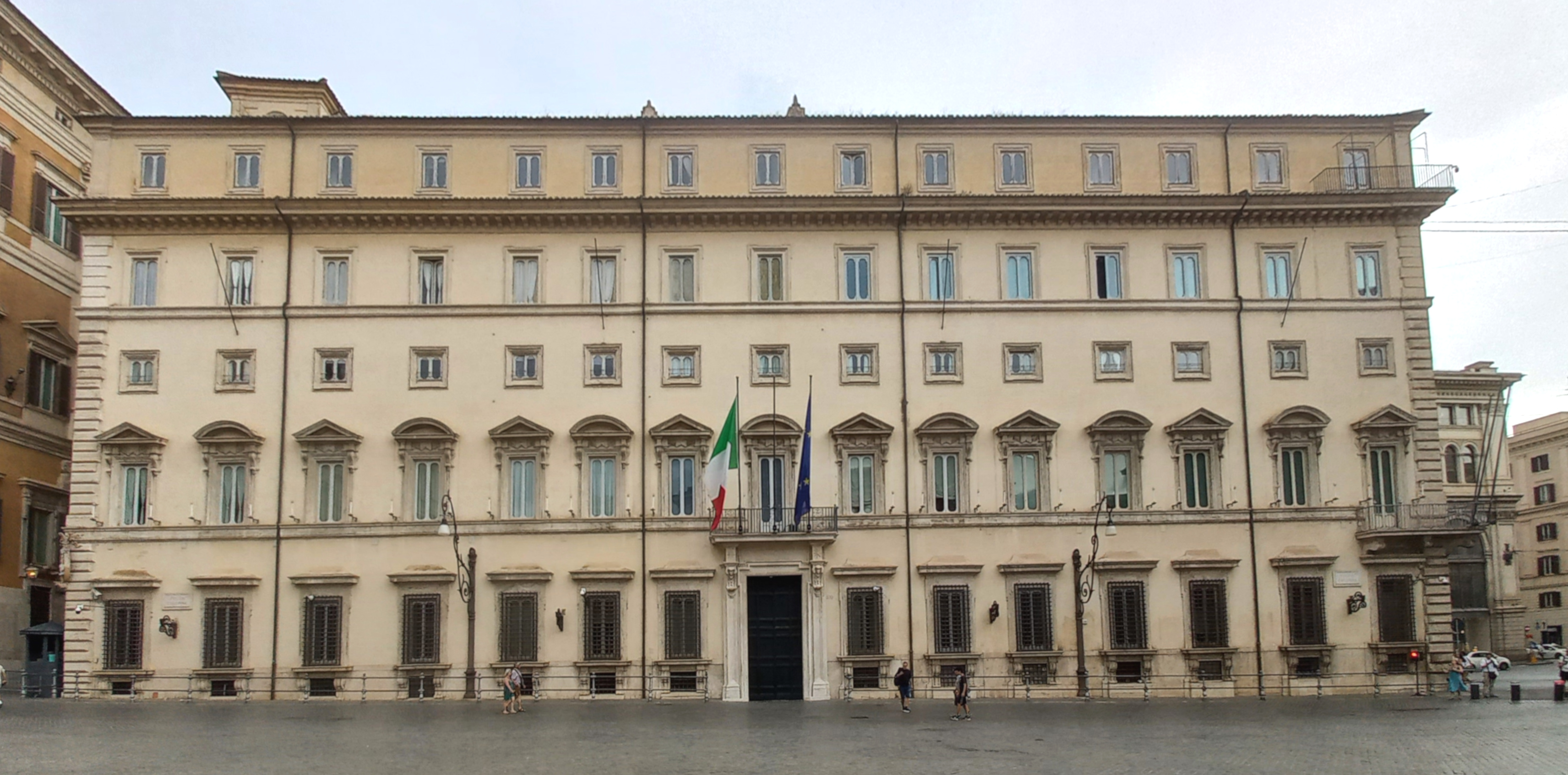
Palazzo Chigi, ämbetssäte och residens sedan 1961.

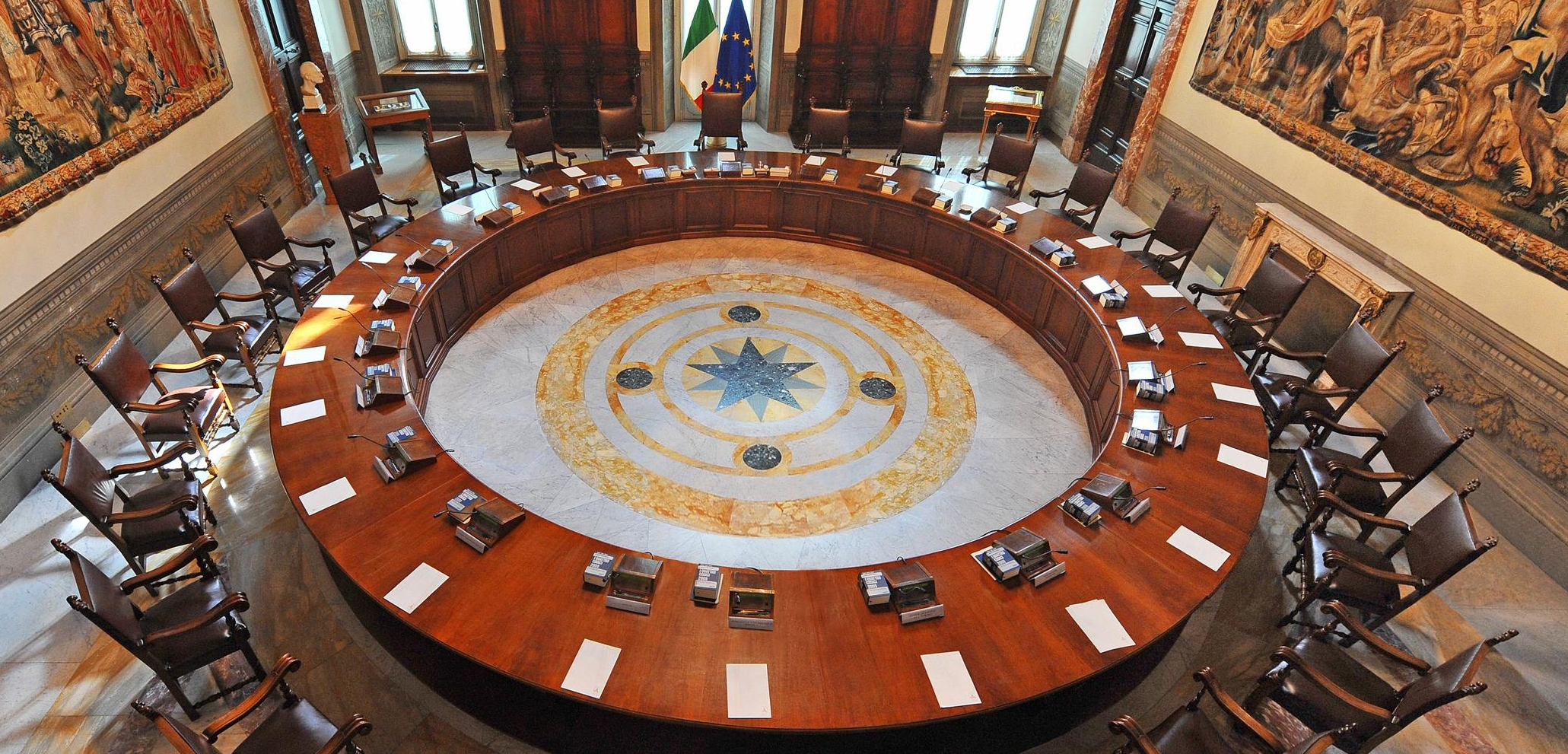
Ministerrådets sammanträdesrum i Palazzo Chigi.

Italiens premiärminister (italienska: Presidente del Consiglio dei ministri della Repubblica Italiana; 'Italienska Republikens ministerådspresident') är landets regeringschef.
Ämbetet har existerat sedan Kungariket Italiens enande år 1861. Sedan införandet av republiken 1946 utses premiärminister av Italiens president, beroende på stöd i italienska parlamentet.
Georgia Meloni innehar ämbetet sedan 22 oktober 2022.

## Titel
Den italienska regeringschefens formella titel är, direktöversatt, Italiens ministerrådspresident, nyansskillnaden på italienska är viktig för att särskilja från det mer upphöjda och mindre uttalat partipolitiska statschefsämbetet, dvs Republikens president. 
I svenska texter från 1900-talet förekommer Italiens konseljpresident som översättning. 

## Lista över Italiens regeringschefer

### Kungariket Italien(1861–1946)
| Nr | Porträtt    | Namn                      | Ämbetstid | Parti                                  |
| 1  |             | Camillo di Cavour         | 1861–1861 |                                        |
| 2  |             | Bettino Ricasoli          | 1861–1862 |                                        |
| 3  |             | Urbano Rattazzi           | 1862–1862 |                                        |
| 4  |             | Luigi Carlo Farini        | 1862–1863 |                                        |
| 5  |             | Marco Minghetti           | 1863–1864 |                                        |
| 6  |             | Alfonso La Marmora        | 1864–1866 |                                        |
| 7  |             | Bettino Ricasoli          | 1866–1867 |                                        |
| 8  |             | Urbano Rattazzi           | 1867–1867 |                                        |
| 9  |             | Luigi Federico Menabrea   | 1867–1869 |                                        |
| 10 |             | Giovanni Lanza            | 1869–1873 |                                        |
| 11 |             | Marco Minghetti           | 1873–1876 |                                        |
| 12 |             | Agostino Depretis         | 1876–1878 |                                        |
| 13 |             | Benedetto Cairoli         | 1878–1878 |                                        |
| 14 |             | Agostino Depretis         | 1878–1879 |                                        |
| 15 |             | Benedetto Cairoli         | 1879–1881 |                                        |
| 16 |             | Agostino Depretis         | 1881–1887 |                                        |
| 17 |             | Francesco Crispi          | 1887–1891 |                                        |
| 18 |             | Antonio di Rudinì         | 1891–1892 |                                        |
| 19 |             | Giovanni Giolitti         | 1892–1893 |                                        |
| 20 |             | Francesco Crispi          | 1893–1896 |                                        |
| 21 |             | Antonio di Rudinì         | 1896–1898 |                                        |
| 22 |             | Luigi Girolamo Pelloux    | 1898–1900 |                                        |
| 23 |             | Giuseppe Saracco          | 1900–1901 |                                        |
| 24 |             | Giuseppe Zanardelli       | 1901–1903 |                                        |
| 25 |             | Giovanni Giolitti         | 1903–1905 |                                        |
| 26 |             | Alessandro Fortis         | 1905–1906 |                                        |
| 27 |             | Sidney Sonnino            | 1906–1906 |                                        |
| 28 |             | Giovanni Giolitti         | 1906–1909 |                                        |
| 29 |             | Sidney Sonnino            | 1909–1910 |                                        |
| 30 |             | Luigi Luzzatti            | 1910–1911 |                                        |
| 31 |             | Giovanni Giolitti         | 1911–1914 |                                        |
| 32 |             | Antonio Salandra          | 1914–1916 |                                        |
| 33 |             | Paolo Boselli             | 1916–1917 |                                        |
| 34 |             | Vittorio Emanuele Orlando | 1917–1919 |                                        |
| 35 |             | Francesco Nitti           | 1919–1920 | Partito Radicale                       |
| 36 |             | Giovanni Giolitti         | 1920–1921 |                                        |
| 37 |             | Ivanoe Bonomi             | 1921–1922 | Partito Socialista Riformista Italiano |
| 38 | Luigi Facta | Luigi Facta               | 1922–1922 | Partito Liberale Italiano              |
| 39 |             | Benito Mussolini          | 1922–1943 | Partito Nazionale Fascista             |
| 40 |             | Pietro Badoglio           | 1943–1944 | militär                                |
| 41 |             | Ivanoe Bonomi             | 1944–1945 | Partito Democratico del Lavoro         |
| 42 |             | Ferruccio Parri           | 1945–1945 | Partito d’Azione                       |
| 43 |             | Alcide De Gasperi         | 1945–1946 | Democrazia Cristiana                   |

### Republiken Italien(från 1946)
Partier
      DC
      PRI
      PSI
      Ulivo/PD
      DS
      FI/PdL
      partilös
| Nr                                           | Namn (levnadstid)                | Porträtt           | Tillträde        | Avgick                                          | Politiskt parti                          | Regering Koalition                                    |
| -------------------------------------------- | -------------------------------- | ------------------ | ---------------- | ----------------------------------------------- | ---------------------------------------- | ----------------------------------------------------- |
| REPUBLIKENS KONSTITUERANDE FÖRSAMLING (1946) |                                  |                    |                  |                                                 |                                          |                                                       |
| (30)                                         | Alcide De Gasperi (1881–1954)    |                    | 10 juli 1946     | 2 februari 1947                                 | Kristen demokrati                        | De Gasperi II DC-PSI-PCI-PRI                          |
| (30)                                         | Alcide De Gasperi (1881–1954)    | 2 februari 1947    | 31 maj 1947      | De Gasperi III DC-PSI-PCI                       | Kristen demokrati                        |                                                       |
| (30)                                         | Alcide De Gasperi (1881–1954)    | 31 maj 1947        | 23 maj 1948      | De Gasperi IV DC-PSDI-PLI-PRI                   | Kristen demokrati                        |                                                       |
| I:A LEGISLATUREN (1948)                      |                                  |                    |                  |                                                 |                                          |                                                       |
| (30)                                         | Alcide De Gasperi (1881–1954)    |                    | 23 maj 1948      | 27 januari 1950                                 | Kristen demokrati                        | De Gasperi V DC-PSDI-PLI-PRI                          |
| (30)                                         | Alcide De Gasperi (1881–1954)    | 27 januari 1950    | 26 juli 1951     | De Gasperi VI DC-PSDI-PRI                       | Kristen demokrati                        |                                                       |
| (30)                                         | Alcide De Gasperi (1881–1954)    | 26 juli 1951       | 16 juli 1953     | De Gasperi VII DC-PRI                           | Kristen demokrati                        |                                                       |
| II:A LEGISLATUREN (1953)                     |                                  |                    |                  |                                                 |                                          |                                                       |
| (30)                                         | Alcide De Gasperi (1881–1954)    |                    | 16 juli 1953     | 17 augusti 1953                                 | Kristen demokrati                        | De Gasperi VIII DC                                    |
| 31                                           | Giuseppe Pella (1902–1981)       | Giuseppe Pella     | 17 augusti 1953  | 12 januari 1954                                 | Kristen demokrati                        | Pella DC och obundna                                  |
| 32                                           | Amintore Fanfani (1908–1999)     | Amintore Fanfani   | 18 januari 1954  | 8 februari 1954                                 | Kristen demokrati                        | Fanfani I DC                                          |
| 33                                           | Mario Scelba (1901–1991)         | Mario Scelba       | 10 februari 1954 | 6 juli 1955                                     | Kristen demokrati                        | Scelba DC-PSDI-PLI                                    |
| 34                                           | Antonio Segni (1891–1972)        |                    | 6 juli 1955      | 15 maj 1957                                     | Kristen demokrati                        | Segni I DC-PSDI-PLI                                   |
| 35                                           | Adone Zoli (1887–1960)           | Adone Zoli         | 19 maj 1957      | 1 juli 1958                                     | Kristen demokrati                        | Zoli DC                                               |
| III:E LEGISLATUREN (1958)                    |                                  |                    |                  |                                                 |                                          |                                                       |
| (32)                                         | Amintore Fanfani (1908–1999)     | Amintore Fanfani   | 1 juli 1958      | 15 februari 1959                                | Kristen demokrati                        | Fanfani II DC-PSDI                                    |
| (34)                                         | Antonio Segni (1891–1972)        |                    | 15 februari 1959 | 23 mars 1960                                    | Kristen demokrati                        | Segni II DC                                           |
| 36                                           | Fernando Tambroni (1882–1963)    |                    | 25 mars 1960     | 26 juli 1960                                    | Kristen demokrati                        | Tambroni DC                                           |
| (32)                                         | Amintore Fanfani (1908–1999)     | Amintore Fanfani   | 26 juli 1960     | 21 februari 1962                                | Kristen demokrati                        | Fanfani III DC                                        |
| (32)                                         | Amintore Fanfani (1908–1999)     | Amintore Fanfani   | 21 februari 1962 | 21 juni 1963                                    | Kristen demokrati                        | Fanfani IV DC-PSDI-PRI                                |
| IV:E LEGISLATUREN (1963)                     |                                  |                    |                  |                                                 |                                          |                                                       |
| 37                                           | Giovanni Leone (1908–2001)       | Giovanni Leone     | 21 juni 1963     | 4 december 1963                                 | Kristen demokrati                        | Leone I DC                                            |
| 38                                           | Aldo Moro (1916–1978)            |                    | 4 december 1963  | 22 juli 1964                                    | Kristen demokrati                        | Moro I DC-PSI-PSDI-PRI                                |
| 38                                           | Aldo Moro (1916–1978)            | 22 juli 1964       | 23 februari 1966 | Moro II DC-PSI-PSDI-PRI                         | Kristen demokrati                        |                                                       |
| 38                                           | Aldo Moro (1916–1978)            | 23 februari 1966   | 24 juni 1968     | Moro III DC-PSI-PSDI-PRI                        | Kristen demokrati                        |                                                       |
| V:E LEGISLATUREN (1968)                      |                                  |                    |                  |                                                 |                                          |                                                       |
| (37)                                         | Giovanni Leone (1908–2001)       | Giovanni Leone     | 24 juni 1968     | 12 december 1968                                | Kristen demokrati                        | Leone II DC                                           |
| 39                                           | Mariano Rumor (1915–1990)        | Mariano Rumor      | 12 december 1968 | 5 augusti 1969                                  | Kristen demokrati                        | Rumor I DC-PSI-PSDI-PRI                               |
| 39                                           | Mariano Rumor (1915–1990)        | Mariano Rumor      | 5 augusti 1969   | 27 mars 1970                                    | Kristen demokrati                        | Rumor II DC                                           |
| 39                                           | Mariano Rumor (1915–1990)        | Mariano Rumor      | 27 mars 1970     | 6 augusti 1970                                  | Kristen demokrati                        | Rumor III DC-PSI-PSDI-PRI                             |
| 40                                           | Emilio Colombo (1920-2013)       |                    | 6 augusti 1970   | 17 februari 1972                                | Kristen demokrati                        | Colombo DC-PSI-PSDI-PRI                               |
| 41                                           | Giulio Andreotti (1919–2013)     |                    | 17 februari 1972 | 26 juni 1972                                    | Kristen demokrati                        | Andreotti I DC                                        |
| VI:E LEGISLATUREN (1972)                     |                                  |                    |                  |                                                 |                                          |                                                       |
| (41)                                         | Giulio Andreotti (1919–2013)     |                    | 26 juni 1972     | 7 juli 1973                                     | Kristen demokrati                        | Andreotti II DC-PSDI-PLI                              |
| (39)                                         | Mariano Rumor (1915–1990)        | Mariano Rumor      | 26 juli 1973     | 14 mars 1974                                    | Kristen demokrati                        | Rumor IV DC-PSI-PSDI-PRI                              |
| (39)                                         | Mariano Rumor (1915–1990)        | Mariano Rumor      | 14 mars 1974     | 23 november 1974                                | Kristen demokrati                        | Rumor V DC-PSI-PSDI                                   |
| (38)                                         | Aldo Moro (1916–1978)            |                    | 23 november 1974 | 12 februari 1976                                | Kristen demokrati                        | Moro IV DC-PRI                                        |
| (38)                                         | Aldo Moro (1916–1978)            | 12 februari 1976   | 29 juli 1976     | Moro V DC                                       | Kristen demokrati                        |                                                       |
| VII:E LEGISLATUREN (1976)                    |                                  |                    |                  |                                                 |                                          |                                                       |
| (41)                                         | Giulio Andreotti (1919–2013)     |                    | 29 juli 1976     | 11 mars 1978                                    | Kristen demokrati                        | Andreotti III DC                                      |
| (41)                                         | Giulio Andreotti (1919–2013)     | 11 mars 1978       | 20 mars 1979     | Andreotti IV DC                                 | Kristen demokrati                        |                                                       |
| (41)                                         | Giulio Andreotti (1919–2013)     | 20 mars 1979       | 4 augusti 1979   | Andreotti V DC-PSDI-PRI                         | Kristen demokrati                        |                                                       |
| VIII:E LEGISLATUREN (1979)                   |                                  |                    |                  |                                                 |                                          |                                                       |
| 42                                           | Francesco Cossiga (1928–2010)    |                    | 4 augusti 1979   | 4 april 1980                                    | Kristen demokrati                        | Cossiga I DC-PSDI-PLI                                 |
| 42                                           | Francesco Cossiga (1928–2010)    | 4 april 1980       | 18 oktober 1980  | Cossiga II DC-PSI-PRI                           | Kristen demokrati                        |                                                       |
| 43                                           | Arnaldo Forlani (1925–2023)      | Arnaldo Forlani    | 18 oktober 1980  | 28 juni 1981                                    | Kristen demokrati                        | Forlani DC-PSI-PSDI-PRI                               |
| 44                                           | Giovanni Spadolini (1925–1994)   | Giovanni Spadolini | 28 juni 1981     | 23 augusti 1982                                 | Italienska republikanska partiet         | Spadolini I DC-PSI-PSDI-PRI-PLI                       |
| 44                                           | Giovanni Spadolini (1925–1994)   | Giovanni Spadolini | 23 augusti 1982  | 1 december 1982                                 | Italienska republikanska partiet         | Spadolini II DC-PSI-PSDI-PRI-PLI                      |
| (32)                                         | Amintore Fanfani (1908–1999)     | Amintore Fanfani   | 1 december 1982  | 4 augusti 1983                                  | Kristen demokrati                        | Fanfani V DC-PSI-PSDI-PLI                             |
| IX:E LEGISLATUREN (1983)                     |                                  |                    |                  |                                                 |                                          |                                                       |
| 45                                           | Bettino Craxi (1934–2000)        |                    | 4 augusti 1983   | 1 augusti 1986                                  | Italienska socialistpartiet              | Craxi I DC-PSI-PRI-PSDI-PLI                           |
| 45                                           | Bettino Craxi (1934–2000)        | 1 augusti 1986     | 17 april 1987    | Craxi II DC-PSI-PRI-PSDI-PLI                    | Italienska socialistpartiet              |                                                       |
| (32)                                         | Amintore Fanfani (1908–1999)     | Amintore Fanfani   | 17 april 1987    | 28 juli 1987                                    | Kristen demokrati                        | Fanfani VI DC och obundna                             |
| X:E LEGISLATUREN (1987)                      |                                  |                    |                  |                                                 |                                          |                                                       |
| 46                                           | Giovanni Goria (1943–1994)       | Giovanni Goria     | 28 juli 1987     | 13 april 1988                                   | Kristen demokrati                        | Goria DC-PSI-PRI-PSDI-PLI                             |
| 47                                           | Ciriaco De Mita (1928-2022)      |                    | 13 april 1988    | 22 juli 1989                                    | Kristen demokrati                        | De Mita DC-PSI-PRI-PSDI-PLI                           |
| (41)                                         | Giulio Andreotti (1919–2013)     |                    | 22 juli 1989     | 12 april 1991                                   | Kristen demokrati                        | Andreotti VI DC-PSI-PRI-PSDI-PLI                      |
| (41)                                         | Giulio Andreotti (1919–2013)     | 12 april 1991      | 24 juni 1992     | Andreotti VII DC-PSI-PSDI-PLI                   | Kristen demokrati                        |                                                       |
| XI:E LEGISLATUREN (1992)                     |                                  |                    |                  |                                                 |                                          |                                                       |
| 48                                           | Giuliano Amato (f. 1938)         |                    | 28 juni 1992     | 28 april 1993                                   | Italienska socialistpartiet              | Amato I DC-PSI-PLI-PSDI                               |
| 49                                           | Carlo Azeglio Ciampi (1920–2016) |                    | 28 april 1993    | 10 maj 1994                                     | Oberoende                                | Ciampi DC-PSI-PLI-PSDI och vänsterorienterade obundna |
| XII:E LEGISLATUREN (1994)                    |                                  |                    |                  |                                                 |                                          |                                                       |
| 50                                           | Silvio Berlusconi (1936–2023)    |                    | 10 maj 1994      | 17 januari 1995                                 | Forza Italia                             | Berlusconi I PdL-PdBG (FI-LN-AN-CCD-UdC)              |
| 51                                           | Lamberto Dini (f. 1931)          |                    | 17 januari 1995  | 17 maj 1996                                     | Obunden                                  | Dini Obunden                                          |
| XIII:E LEGISLATUREN (1996)                   |                                  |                    |                  |                                                 |                                          |                                                       |
| 52                                           | Romano Prodi (f. 1939)           |                    | 17 maj 1996      | 21 oktober 1998                                 | Olivträdsalliansen                       | Prodi I Ulivo (PDS-PPI-RI-FdV)                        |
| 53                                           | Massimo D'Alema (f. 1949)        |                    | 21 oktober 1998  | 22 december 1999                                | Vänsterdemokraterna                      | D'Alema I Ulivo (DS-PPI-RI-FdV-PdCI-SDI-UDR)          |
| 53                                           | Massimo D'Alema (f. 1949)        | 22 december 1999   | 25 april 2000    | D'Alema II Ulivo (DS-PPI-RI-FdV-PdCI-Dem-UDEUR) | Vänsterdemokraterna                      |                                                       |
| (48)                                         | Giuliano Amato (f. 1938)         |                    | 25 april 2000    | 11 juni 2001                                    | Olivträdsalliansen                       | Amato II Ulivo (DS-PPI-Dem-FdV-PdCI-UDEUR-RI-SDI)     |
| XIV:E LEGISLATUREN (2001)                    |                                  |                    |                  |                                                 |                                          |                                                       |
| (50)                                         | Silvio Berlusconi (1936–2023)    |                    | 11 juni 2001     | 23 april 2005                                   | Forza Italia                             | Berlusconi II CdL (FI-AN-LN-UDC-NPSI-PRI)             |
| (50)                                         | Silvio Berlusconi (1936–2023)    | 23 april 2005      | 17 maj 2006      | Berlusconi III CdL (FI-AN-LN-UDC-NPSI-PRI)      | Forza Italia                             |                                                       |
| XV:E LEGISLATUREN (2006)                     |                                  |                    |                  |                                                 |                                          |                                                       |
| (52)                                         | Romano Prodi (f. 1939)           |                    | 17 maj 2006      | 8 maj 2008                                      | Olivträdsalliansen; Demokratiska partiet | Prodi II Unione (DS-DL-PRC-RnP-PdCI-IdV-FdV-UDEUR)    |
| XVI:E LEGISLATUREN (2008)                    |                                  |                    |                  |                                                 |                                          |                                                       |
| (50)                                         | Silvio Berlusconi (1936–2023)    |                    | 8 maj 2008       | 16 november 2011                                | Frihetens folk                           | Berlusconi IV PdL-LN-MpA                              |
| 54                                           | Mario Monti (f. 1943)            |                    | 16 november 2011 | 28 april 2013                                   | Obunden                                  | Monti obunden                                         |
| XVII:E LEGISLATUREN (2013)                   |                                  |                    |                  |                                                 |                                          |                                                       |
| 55                                           | Enrico Letta (f. 1966)           | Enrico Letta       | 28 april 2013    | 22 februari 2014                                | Demokratiska partiet                     | Letta PD-PdL-SC-oberoende                             |
| 56                                           | Matteo Renzi (f. 1975)           | Matteo Renzi       | 22 februari 2014 | 12 december 2016                                | Demokratiska partiet                     | Renzi PD-NCD-SC-UdC-DeS-PSI                           |
| 57                                           | Paolo Gentiloni (f. 1954)        | Paolo Gentiloni    | 12 december 2016 | 1 juni 2018                                     | Demokratiska partiet                     | Gentiloni PD-NCD/AP-MDP-CpE-DeS-PSI                   |
| XVIII:E LEGISLATUREN (2018)                  |                                  |                    |                  |                                                 |                                          |                                                       |
| 58                                           | Giuseppe Conte (f. 1964)         |                    | 1 juni 2018      | 5 september 2019                                | Obunden                                  | Conte I M5S-LN                                        |
| 58                                           | Giuseppe Conte (f. 1964)         | 5 september 2019   | 13 februari 2021 | Conte II M5S-PD-LeU-IV                          | Obunden                                  |                                                       |
| 59                                           | Mario Draghi (f. 1947)           |                    | 13 februari 2021 | 22 oktober 2022                                 | Obunden                                  | Draghi M5S-LN-PD-FI-LeU-IV                            |
| XIX:E LEGISLATUREN (2022)                    |                                  |                    |                  |                                                 |                                          |                                                       |
| 60                                           | Giorgia Meloni (f. 1977)         |                    | 22 oktober 2022  | Nuvarande                                       | Italiens bröder                          | Meloni FdI-LN-FI                                      |

### Fotnoter
1. ↑  ”World Statesmen”. http://www.worldstatesmen.org/Italy.htm. Läst 27 juni 2011.
2. ↑  ”The history of Palazzo Chigi” (på engelska). www.governo.it. Presidenza del Consiglio dei Ministri. https://www.governo.it/en/palazzo-chigi/17390. Läst 14 april 2024.
3. ↑  ”The President of the Council of Ministers” (på engelska). www.governo.it. Presidenza del Consiglio dei Ministri. https://www.governo.it/en/prime-minister/11813. Läst 14 april 2025.
4. ↑  ”How Government is formed” (på engelska). www.governo.it. Presidenza del Consiglio dei Ministri. https://www.governo.it/en/forming-government/11818. Läst 14 april 2025.